# Nephrolepis pendula
Nephrolepis pendula là một loài dương xỉ trong họ Nephrolepidaceae. Loài này được Raddi J. Sm. mô tả khoa học đầu tiên năm 1841.